# Neo Cab
Neo Cab é um videogame de 2019 desenvolvido pela Chance Agency e publicado pela Fellow Traveller. Foi lançado originalmente para iOS, macOS e tvOS pelo Apple Arcade em 19 de setembro de 2019, bem como para Windows e Nintendo Switch em 3 de outubro de 2019. Nele, os jogadores interpretam Lina, uma motorista da Neo Cab, um serviço de aluguel de veículos. Depois que seu amigo Savy desaparece misteriosamente, Lina investiga o desaparecimento enquanto pega passageiros.

## Sinopse
O jogo começa com Lina se mudando de sua cidade natal, Cactus Flats, para a metrópole tecnológica Los Ojos. Ela tem planos de morar com Savy, um velho amigo com quem ela não fala há anos depois de uma grande discussão. Lina se encontra brevemente com Savy, que diz que está tendo problemas no trabalho e que a encontrará mais tarde. Ela também dá a ela um FeelGrid, um dispositivo semelhante a um smartwatch que exibe uma cor correspondente às emoções que o usuário está sentindo. Depois que Lina pega passageiros por algumas horas, Savy manda uma mensagem dizendo que ela precisa ser pega imediatamente e então desaparece.
Em segundo plano, há um movimento para substituir todos os motoristas por carros autônomos, de propriedade de uma corporação chamada Capra. Lina já havia sido demitida pela Capra depois que eles substituíram seu serviço de transporte compartilhado por carros autônomos. Muitas das conversas que ela tem com os passageiros são sobre uma proposta de lei para proibir a condução depois de uma famosa bailarina ter morrido após ser atropelada por um carro.

## Jogabilidade
A Game Informer chama Neo Cab de "novela visual misturada com aspectos de sobrevivência". O jogo é guiado pelas escolhas que o jogador faz ao falar com os passageiros. Essas escolhas e o fluxo da conversa mudam o humor de Lina, que é exibido no Feelgrid. A maneira como Lina se sente muda as opções de diálogo disponíveis e se ela está disposta a pegar outro passageiro. Os jogadores também precisam gerenciar o nível de combustível do carro e quanto dinheiro Lina tem.

## Recepção
Destructoid e PC Gamer apontaram que o jogo abordou vários tópicos durante sua curta jogabilidade. Rock, Paper, Shotgun e Game Informer acharam o final decepcionante. No entanto, a maioria dos críticos acima pareceu gostar do jogo no geral, especialmente dos passageiros e das conversas com eles. Rock, Paper, Shotgun em particular desejava que houvesse um "modo de jogo livre", onde se pudesse continuar pegando passageiros sem se preocupar com a história principal.

## Prêmios
Neo Cab ganhou o prêmio de 'Melhor Design Narrativo' no IndieCade 2019. Também foi nomeado para 'Game Beyond Entertainment' no 16º British Academy Games Awards e na categoria 'Special Class' no NAVGTR Awards de 2019.